# 塔德夫
塔德夫是位于敘利亞巴卜东南的一個城镇。 该镇也是與以斯拉有關的圣地。 
19世纪时，當地的居民主要是阿拉伯人。  19世纪末，塔德夫屡屡遭到游牧部落的袭击。 当时，村里還住着约20个犹太家庭。 每年七七節前，来自阿勒颇的犹太人都會來到當地朝圣。 
2024年11月30日，叙利亚国民军占领了该镇。 